# Dexiomimops crassipes
Dexiomimops crassipes är en tvåvingeart som beskrevs av Hiroshi Shima 1987. Dexiomimops crassipes ingår i släktet Dexiomimops och familjen parasitflugor.
Artens utbredningsområde är Taiwan. Inga underarter finns listade i Catalogue of Life.